# Mark Sanchez
Mark Sanchez (17 januari 1987) is een voormalig Amerikaans-Mexicaans basketballer. Sanchez speelde in onder andere Israël, Frankrijk en Mexico. Van 2010 tot 2012 speelde Sanchez voor Aris Leeuwarden, in 2014-15 speelde hij voor Donar.

## Erelijst
- NBB-Beker (1): 2015

Individuele prijzen:
- DBL All-Star Team (1): 2015
- DBL All-Star (2): 2011, 2015